# Tistelsjöborrar
Tistelsjöborrar (Strongylocentrotidae) är en familj av sjöborrar som beskrevs av Gregory 1900. Enligt Catalogue of Life ingår Tistelsjöborrar i ordningen Echinoida, klassen sjöborrar, fylumet tagghudingar och riket djur, men enligt Dyntaxa är tillhörigheten istället ordningen Echinidea, klassen sjöborrar, fylumet tagghudingar och riket djur. Enligt Catalogue of Life omfattar familjen Strongylocentrotidae 6 arter. 
Kladogram enligt Catalogue of Life och Dyntaxa:
| Tistelsjöborrar | \| \| Allocentrotus \| \| \| \| \| \| Strongylocentrotus \| \| \| \| |
|                 | \| \| Allocentrotus \| \| \| \| \| \| Strongylocentrotus \| \| \| \| |
|                 | taggsjöborrar                                                        |
|                 |                                                                      |
|                 | Echinometridae                                                       |
|                 |                                                                      |
|                 | Allocentrotus                                                        |
|                 |                                                                      |
|                 | Strongylocentrotus                                                   |
|                 |                                                                      |

|  | Allocentrotus      |
|  |                    |
|  | Strongylocentrotus |
|  |                    |